# Championnat de France de basket-ball 1996-1997
Navigation
Saison précédente Saison suivante
La saison 1996-1997 du championnat de France de basket-ball de Pro A est la 75e édition du championnat de France masculin de basket-ball, la 10e depuis la création de la LNB. Le championnat de Pro A de basket-ball est le plus haut niveau du championnat de France.

## Présentation
Seize clubs participent à la compétition. À la fin de la saison régulière, les équipes classées de 1 à 8 sont automatiquement qualifiées pour les quarts de finale des playoffs. Le vainqueur de ces playoffs est désigné Champion de France. L'équipe classée 16e de Pro A à l'issue de la saison régulière du championnat, descend en Pro B. Elle est remplacée par le club classé 1er de Pro B.
Le tenant du titre est Pau-Orthez.
Chalon-sur-Saône a rejoint la Pro A à l’issue de la saison 1995-1996. Levallois, 13e de la saison régulière, en proie à des problèmes financiers, est relégué administrativement en Pro B. Par conséquent, Gravelines, 16e de la saison régulière, se maintient en Pro A.
PSG Racing a remporté le championnat pour la première fois de son histoire en battant en finale l'ASVEL en deux manches. 

## Clubs participants
| Clubs             | Salles (Capacités)                                    | Villes           |
| ----------------- | ----------------------------------------------------- | ---------------- |
| Antibes           | Espace sportif Jean Bunoz (5000 places)               | Antibes          |
| Besançon          | Palais des Sports (4000 places)                       | Besançon         |
| Chalon-sur-Saône  | Maison des Sports (2200 places)                       | Chalon-sur-Saône |
| Cholet            | La Meilleraie (4 500 places)                          | Cholet           |
| Dijon             | Palais des sports Jean-Michel-Geoffroy (4 628 places) | Dijon            |
| Évreux            | Salle Jean Fourre (3400 places)                       | Évreux           |
| Gravelines        | Sportica (3 500 places)                               | Gravelines       |
| Le Mans           | Antarès (6 000 places)                                | Le Mans          |
| Levallois         | Palais des sports Marcel-Cerdan (3000 places)         | Levallois        |
| Limoges           | Palais des Sports de Beaublanc (5500 places)          | Limoges          |
| Lyon-Villeurbanne | Astroballe (5 600 places)                             | Villeurbanne     |
| Montpellier       | Palais des sports Pierre-de-Coubertin (4800 places)   | Montpellier      |
| Nancy             | Palais des sports Jean Weille (4500 places)           | Nancy            |
| PSG Racing        | Stade Pierre-de-Coubertin (4 200 places)              | Paris            |
| Pau-Orthez        | Palais des sports de Pau (7 813 places)               | Pau              |
| Strasbourg        | Rhénus (4000 places)                                  | Strasbourg       |

## Classement final de la saison régulière
| Rang | Équipe                    | Pts | J  | G  | P  | Pp   | Pc   | Diff |
| ---- | ------------------------- | --- | -- | -- | -- | ---- | ---- | ---- |
| 1    | Pau-Orthez (T)            | 54  | 30 | 24 | 6  | 2556 | 2264 | 292  |
| 2    | Limoges                   | 53  | 30 | 23 | 7  | 2505 | 2253 | 252  |
| 3    | Lyon-Villeurbanne (F) (C) | 53  | 30 | 23 | 7  | 2406 | 2158 | 248  |
| 4    | Le Mans                   | 51  | 30 | 21 | 9  | 2444 | 2296 | 148  |
| 5    | PSG Racing                | 51  | 30 | 21 | 9  | 2399 | 2267 | 132  |
| 6    | Cholet                    | 48  | 30 | 18 | 12 | 2382 | 2238 | 144  |
| 7    | Montpellier               | 45  | 30 | 15 | 15 | 2291 | 2353 | -62  |
| 8    | Nancy                     | 45  | 30 | 15 | 15 | 2266 | 2268 | -2   |
| 9    | Dijon                     | 43  | 30 | 13 | 17 | 2320 | 2409 | -89  |
| 10   | Antibes                   | 43  | 30 | 13 | 17 | 2301 | 2367 | -66  |
| 11   | Chalon-sur-Saône (P)      | 41  | 30 | 11 | 19 | 2249 | 2389 | -140 |
| 12   | Besançon                  | 40  | 30 | 10 | 20 | 2397 | 2479 | -82  |
| 13   | Levallois                 | 40  | 30 | 10 | 20 | 2274 | 2416 | -142 |
| 14   | Strasbourg                | 39  | 30 | 9  | 21 | 2338 | 2428 | -90  |
| 15   | Évreux                    | 37  | 30 | 7  | 23 | 2205 | 2527 | -322 |
| 16   | Gravelines                | 37  | 30 | 7  | 23 | 2093 | 2314 | -221 |

|     | Qualification pour les Play-offs 1997 |
|     | Relégation en Pro B                   |
| (T) | Tenant du titre 1996                  |
| (F) | Finaliste 1996                        |
| (P) | Promu 1996                            |
| (C) | Vainqueur Coupe de France 1997        |

## Playoffs
|  | Quarts de finale         | Quarts de finale      | Quarts de finale | Quarts de finale |      |    | Demi-finales | Demi-finales | Demi-finales | Demi-finales |  |  | Finale | Finale | Finale | Finale |
|  |                          |                       |                  |                  |      |    |              |              |              |              |  |  |        |        |        |        |
|  |                          |                       |                  |                  |      |    |              |              |              |              |  |  |        |        |        |        |
|  |                          |                       |                  |                  |      |    |              |              |              |              |  |  |        |        |        |        |
|  | (1) Pau-Orthez           | 86                    | 84               |                  |      |    |              |              |              |              |  |  |        |        |        |        |
|  | (1) Pau-Orthez           | 86                    | 84               |                  |      |    |              |              |              |              |  |  |        |        |        |        |
|  | (8) Nancy                | 71                    | 68               |                  |      |    |              |              |              |              |  |  |        |        |        |        |
|  | (8) Nancy                | 71                    | 68               | (1) Pau-Orthez   | 72   | 86 | 68           |              |              |              |  |  |        |        |        |        |
|  |                          |                       |                  |                  | 72   | 86 | 68           |              |              |              |  |  |        |        |        |        |
|  |                          | (5) PSG Racing        | 57               | 89               | 75   |    |              |              |              |              |  |  |        |        |        |        |
|  | (4) Le Mans              | (5) PSG Racing        | 57               | 89               | 75   | 65 | 72           |              |              |              |  |  |        |        |        |        |
|  | (4) Le Mans              |                       |                  |                  |      | 65 | 72           |              |              |              |  |  |        |        |        |        |
|  | (5) PSG Racing           | 79                    | 77               |                  |      |    |              |              |              |              |  |  |        |        |        |        |
|  | (5) PSG Racing           | 79                    | 77               | (5) PSG Racing   | 72   | 74 |              |              |              |              |  |  |        |        |        |        |
|  |                          |                       |                  |                  | 72   | 74 |              |              |              |              |  |  |        |        |        |        |
|  |                          | (3) Lyon Villeurbanne | 64               | 65               |      |    |              |              |              |              |  |  |        |        |        |        |
|  | (2) Limoges              | (3) Lyon Villeurbanne | 64               | 65               | 95   | 94 |              |              |              |              |  |  |        |        |        |        |
|  | (2) Limoges              |                       |                  |                  |      | 94 |              |              |              |              |  |  |        |        |        |        |
|  | (7) Montpellier Paillade | 72                    | 76               |                  |      |    |              |              |              |              |  |  |        |        |        |        |
|  | (7) Montpellier Paillade | 72                    | 76               | (2) Limoges      | 70   | 89 | 73           |              |              |              |  |  |        |        |        |        |
|  |                          |                       |                  |                  | 70   | 89 | 73           |              |              |              |  |  |        |        |        |        |
|  |                          | (3) Lyon Villeurbanne | 74               | 76               | 79ap |    |              |              |              |              |  |  |        |        |        |        |
|  | (3) Lyon Villeurbanne    | (3) Lyon Villeurbanne | 74               | 76               | 79ap | 72 | 67           |              |              |              |  |  |        |        |        |        |
|  | (3) Lyon Villeurbanne    |                       |                  |                  |      | 72 | 67           |              |              |              |  |  |        |        |        |        |
|  | (6) Cholet               | 62                    | 60               |                  |      |    |              |              |              |              |  |  |        |        |        |        |
|  | (6) Cholet               | 62                    | 60               |                  |      |    |              |              |              |              |  |  |        |        |        |        |
|  |                          |                       |                  |                  |      |    |              |              |              |              |  |  |        |        |        |        |

Le match aller se joue chez l'équipe la mieux classée lors de la saison régulière, le match retour chez l'équipe la moins bien classé et la belle éventuelle chez l'équipe la mieux classée lors de la saison régulière.

## Leaders de la saison régulière
| Catégorie                  | Joueur            | Équipe     | Statistiques |
| -------------------------- | ----------------- | ---------- | ------------ |
| Points par match           | David Booth       | Dijon      | 22,5         |
| Rebonds par match          | Steve Payne       | Dijon      | 10,5         |
| Passes décisives par match | Bruno Hamm        | Dijon      | 8,1          |
| Interceptions par match    | Darnell Mee       | Gravelines | 2,9          |
| Contres par match          | Derrick Lewis     | Nancy      | 1,9          |
| % aux tirs                 | Dwayne Scholten   | Le Mans    | 75,7 %       |
| % aux lancer-francs        | Antoine Rigaudeau | Pau-Orthez | 90,9 %       |
| % à 3 points               | Frédéric Fauthoux | Pau-Orthez | 47,2 %       |

## Récompenses individuelles
| - MVP français : - MVP étranger : - Meilleur espoir : - Meilleur défenseur : - Meilleur entraîneur : | Yann Bonato (Limoges) Delaney Rudd (ASVEL) Frédéric Weis (Limoges) Jim Bilba (ASVEL) Gregor Beugnot (ASVEL) |

- Jim Bilba (ASVEL) et Delaney Rudd (ASVEL) ont été élus MVP français et étranger selon le référendum L'Équipe établi auprès des journalistes.